# Juri Michailowitsch Poljakow

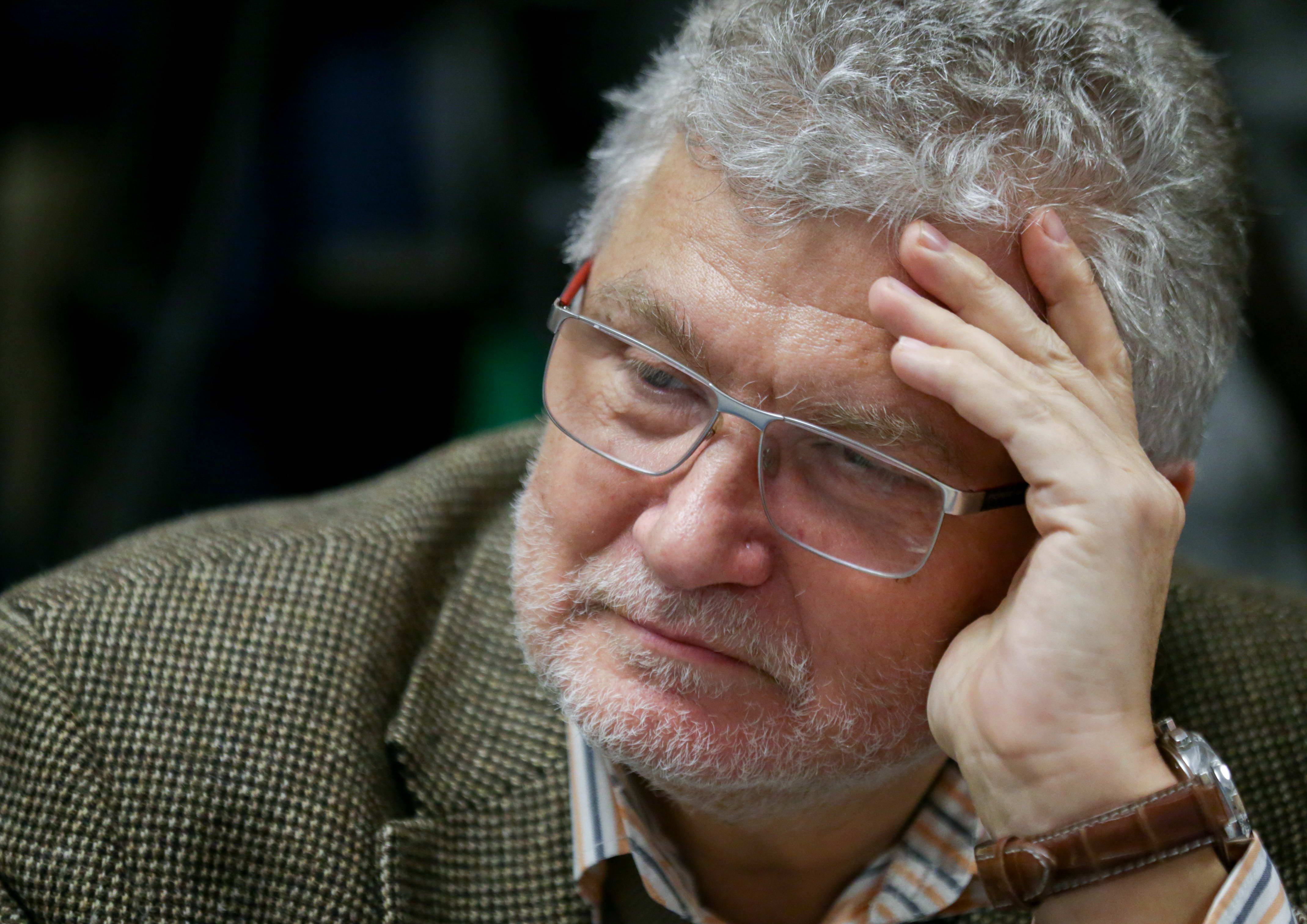
Juri Poljakow, 2019

Juri Michailowitsch Poljakow (russisch Юрий Михайлович Поляков; * 12. November 1954 in Moskau) ist ein russischer Schriftsteller. Er lebt im Moskauer Vorort Peredelkino und ist einer der meist veröffentlichten russischen Autoren der Gegenwart. Ein großer Teil seiner Werke wurde verfilmt.

## Leben
Nach seinem Wehrdienst bei der Gruppe der Sowjetischen Streitkräfte in Deutschland studierte er 1976 an der Philologischen Fakultät der Moskauer Hochschule für Pädagogik und promovierte 1981 in Philologie.
Danach arbeitete er als Lehrer für russische Sprache und Literatur.
1985 erschienen nach längerem Verbot durch die Zensur seine ersten Erzählungen Außerordentlicher Zwischenfall im Bezirk und Hundert Tage bis zum Befehl.
Weitere Werke – Fehlersuche, Apothegäum,  Kostja Gumankows Pariser Liebe – erschienen in der Zeit der Perestroika und wurden von russischen Konservativen heftig kritisiert. Nach der Auflösung der UdSSR  wurden Das demokratische Städtchen, Zicklein in Milch, Der Himmel der Gefallenen und Ich dachte an Flucht … veröffentlicht, die nicht weniger erbitterte Kritik auf sich zogen.
Poljakow beschreibt in seinen Büchern das Leben in Russland zu Zeiten der Perestroika, während des Umbruchs und das Leben der Biznesmen (Geschäftsmenschen) während und nach dem neuen Russland.
Juri Poljakow ist außerdem Dramaturg und Drehbuchautor, Chefredakteur der Literaturnaja gaseta und Co-Präsident des russischen Schriftstellerverbandes.
Nach dem Russischen Überfall auf die Ukraine 2022 stellte sich Poljakow demonstrativ öffentlich hinter die russische Regierung.

## Werke

### Bücher
- Die Ankunftszeit (Время прибытия). Gedichte, 1979
- Das Gespräch mit einem Freund (Разговор с другом). Gedichte, 1981
- Hundert Tage bis zum Befehl (Сто дней до приказа). 1980; veröffentlicht 1987, verfilmt 1989
- Außerordentlicher Zwischenfall im Bezirk (ЧП районного масштаба). 1981; veröffentlicht 1985, verfilmt 1988
- Fehlersuche (Работа над ошибками). 1986, verfilmt 1988
- Apothegäum (Апофегей). ISBN 978-3-00-024636-4, 1989
- Kostja Gumakows Pariser Liebe (Парижская любовь Кости Гуманкова). 1991
- Das demokratische Städtchen (Демгородок). 1993
- Böcklein in Milch (Козленок в молоке). 1995, verfilmt 2003
- Der Himmel der Gefallenen (Небо падших). ISBN 978-3-00-023975-5, 1997, verfilmt 2000
- Ich dachte an Flucht... (Замыслил я побег...). 1999, verfilmt 2005
- Der Pilzzar (Грибной царь). 2005
- Die Rückkehr des verlorenen Ehemannes (Возвращение блудного мужа).  ISBN 978-3-00-022847-6, 2007

### Filmdrehbücher
- Zwischenfall im Stadtbezirk (ЧП районного масштаба). 1988
- 100 Tage, Genosse Soldat (Сто дней до приказа). 1989
- The Riflemen of the Voroshilov Regiment (Ворошиловский стрелок). 1999